# Töfsingdalen Nationalpark
Töfsingdalens nationalpark er en nationalpark i Idre , Älvdalens kommun, Dalarnas län i Sverige. Nationalparken ligger i et svært tilgængeligt område, med to klipperige bjergrygge, der når op i 892 meters højde. 